# Kota Mizunuma
Kota Mizunuma (水沼 宏太, Mizunuma Kota), né le 22 février 1990, est un footballeur japonais  qui évolue au poste de milieu de terrain au Newcastle United Jets FC.
Son père, Takashi Mizunuma, était un footballeur international japonais.

## Biographie
Kota Mizunuma commence sa carrière professionnelle au Yokohama F. Marinos.
En 2010, il est prêté au Tochigi SC, club de J-League 2. En 2011, il est prêté au Sagan Tosu, club de J-League 1. En janvier 2013, il y est transféré définitivement.

## Palmarès
- Vainqueur de la Coupe d'Asie des nations des moins de 16 ans 2006 avec le Japon
- Vainqueur des Jeux asiatiques de 2010 avec le Japon